# N-acilesosammina ossidasi
La N-acilesosammina ossidasi è un enzima appartenente alla classe delle ossidoreduttasi, che catalizza la seguente reazione:
N-acetil-D-glucosammina + O2 ⇄ N-acetil-D-glucosamminato + H2O2
L'enzima agisce anche sulla  N-glicolilglucosammina, N-acetilgalattosammina e, più lentamente, sulla N-acetilmannosammina.